# فاديم دوروفييف
فاديم دوروفييف (بالروسية: Вадим Дорофеев)‏ ممثل روسي. ولد في موسكو في سبتمر 13 عام 1983. في عام 2010، تخرج في الجامعة الروسية للفنون المسرحية تحت إشراف سيرغي غولومازوف وعمل في مسرح مالايا برونّايا للدراما. في المجموع، مثل في عدد من الأفلام. واعتنق الإسلام والتحق بتنظيم داعش. قُتِلَ في 20 ديسمبر عام 2014 في سوريا.

## وصلات
- تدوينه على قاعدة بيانات الأفلام على الإنترنت
- بالصور.. مقتل ممثل روسى شهير انضم إلى صفوف "داعش"، اليوم السابع
- الممثل الشاب فاديم دوروفييف يقتل في صفوف "داعش"، العرب اليوم
- بالفيديو.. ممثل روسى من التمثيل للإسلام ثم إلى داعش، دنيا الوطن
- ممثل روسي شاب مشهور يقتل في صفوف "داعش"، إيلاف (جريدة)
- مقتل ممثل روسي مشهور بعد انضمامه إلى تنظيم ” داعش “، بوابة منارة
- بالفيديو والصور.. قصة الممثل الروسي الذي أشهر اسلامه ثم انضم إلى "داعش".. ثم أٌعلن مقتله، جريدة الأنباء
- شاهد الفيديو والصور: ممثل روسي شهير يعلن اسلامه وينضم إلى صفوف داعش، وكالة سما الإخبارية
- مقتل ممثل روسي في سوريا بعد انضمامه لداعش، Rudaw

## روابط خارجية
- فاديم دوروفييف على موقع IMDb (الإنجليزية)
- فاديم دوروفييف على موقع قاعدة بيانات الفيلم (الإنجليزية)
- فاديم دوروفييف على موقع كينوبويسك (الروسية)